# C'est quoi le bonheur pour vous ?

C'est quoi le bonheur pour vous ? est un film pseudo-documentaire français réalisé par Laurent Queralt et Julien Peron, sorti en France le 23 septembre 2017.

## Synopsis

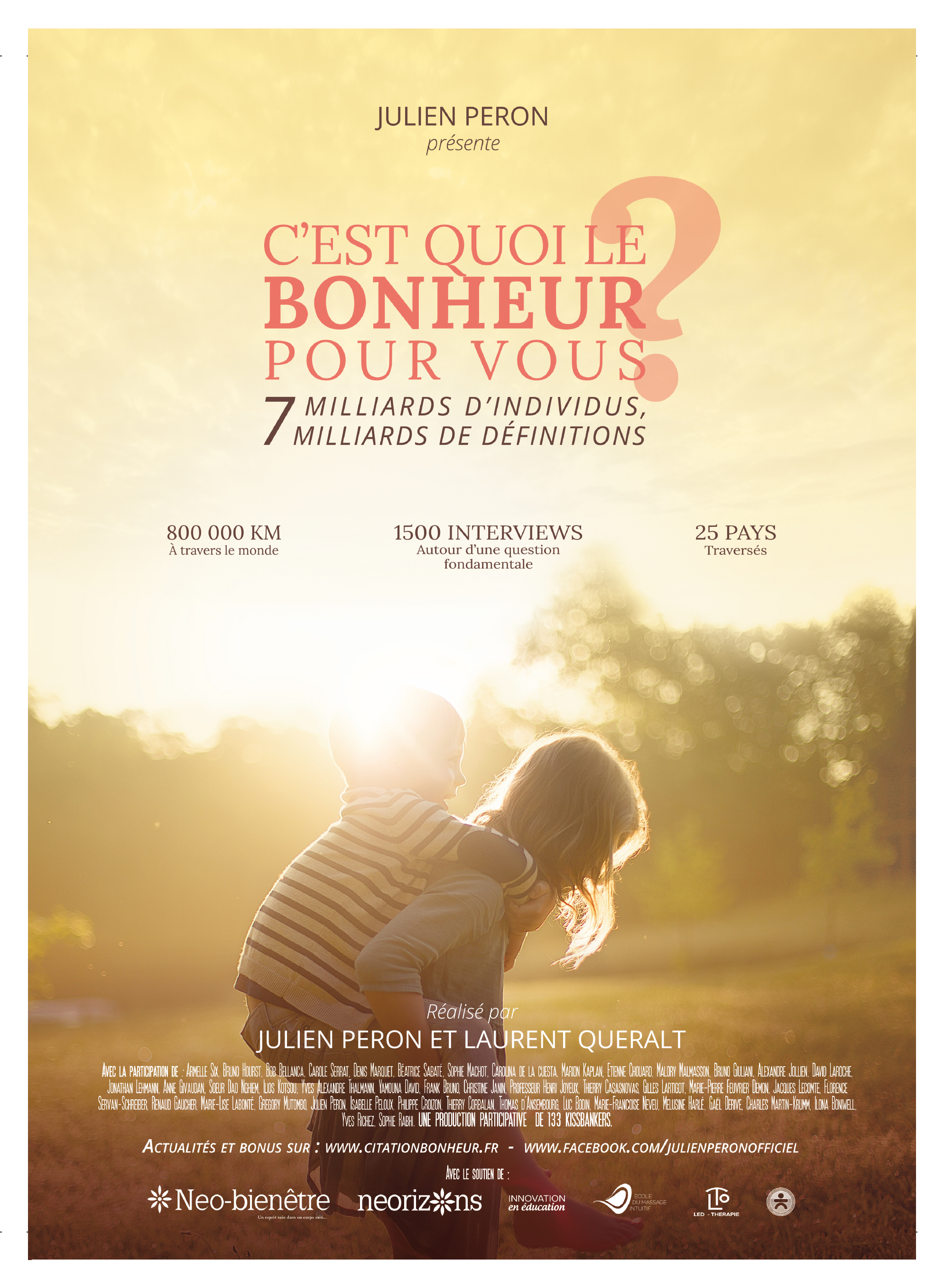
Affiche du film.

Julien Peron a parcouru le monde pendant quatre ans, seul, sans équipe de tournage, perchiste ou caméraman et en auto-financement en posant la question « c'est quoi le bonheur pour vous ?  » à des scientifiques, des auteurs, des conférenciers, des philosophes mais aussi de parfaits inconnus…

## Fiche technique
- Réalisation : Julien Peron et Laurent Queralt
- Distributeur : Neorizons
- Langue : français, avec des sous-titres français, anglais et espagnol
- Format : couleur
- Genre : faux documentaire
- Durée : 80 minutes
- Lieux de tournage : France, Indonésie, Corse, Portugal, États-Unis, Île Maurice, Île de la Réunion, Canada
- Date de sortie : 
  - France : 23 septembre 2017